# Karnal
Karnal (hindi करनाल) – miasto indyjskie położone w dystrykcie Karnal, stan Hariana. 223 000 mieszkańców (2003).
Ośrodek przemysłu (głównie przemysł spożywczy, obuwniczy, maszynowy, włókienniczy) i handlowo usługowy dla okolicznych regionów rolniczych (uprawa głównie zbóż, bawełny).